# Sjuhalla
Sjuhalla är en tätort i Karlskrona kommun i Blekinge län.
Sjuhalla har cirka 140 hushåll, cirka hälften är fritidsboende och hälften permanentboende. Sjuhalla har egen badplats som lämpar sig bra för barn. Vid Sjuhalla brygga går sommartid båten Axel till och från både Karlskrona och Nättraby. Turlista: https://www.affarsverken.se/skargardstrafiken/tidtabeller/# Skärva naturreservat ligger alldeles i närheten.

## Befolkningsutveckling
| Befolkningsutvecklingen i Sjuhalla 1990–2020                                                                             | Befolkningsutvecklingen i Sjuhalla 1990–2020 | Befolkningsutvecklingen i Sjuhalla 1990–2020 | Befolkningsutvecklingen i Sjuhalla 1990–2020 | Befolkningsutvecklingen i Sjuhalla 1990–2020 |
| --- | -------------------------------------------- | -------------------------------------------- | -------------------------------------------- | -------------------------------------------- |
| |                                              |                                              |                                              |                                              |
| År |                                              |                                              | Folkmängd                                    | Areal (ha)                                   |
| 1990 | 1990                                         |                                              | 169                                          | 31#                                          |
| 1995 | 1995                                         |                                              | 181                                          | 38#                                          |
| 2000 | 2000                                         |                                              | 195                                          | 40#                                          |
| 2005 | 2005                                         |                                              | 175                                          | 40#                                          |
| 2010 | 2010                                         |                                              | 204                                          | 46                                           |
| 2015 | 2015                                         |                                              | 221                                          | 66                                           |
| 2020 | 2020                                         |                                              | 228                                          | 67                                           |
| Anm.: Ny tätort 2010. 1990 års siffror är sammanslaget småorterna Sjuhalla och Sjuhalla och del av Vrängö. # Som småort. |                                              |                                              |                                              |                                              |

År 1990 avgränsade SCB två småorter i området. Sjuhalla vid uddens södra spets och Sjuhalla och del av Vrängö strax norrut. År 1995 hade dessa båda orter växt samman till småorten Sjuhalla. År 2010 tillfogades uddens nordöstra del och Sjuhalla upphörde som småort och blev en tätort.